# Brattingsborg Skov
Brattingsborg Skov är en skog på södra delen av Samsø i Danmark.   Den ligger i Samsø kommun i Region Mittjylland, i den centrala delen av landet, 120 km väster om Köpenhamn.